# Reza Shafiei Jam
Pour les articles homonymes, voir Shafiei.
Reza Shafiei Jam  (en persan : رضا شفیعی جم), né le 30 juin 1971 à Téhéran, est un acteur iranien. Il est connu pour ses rôles dans les films et séries télévisées satiriques.

## Filmographie

### Films (Cinéma)
- Mard-e avazi
- Ertefae Past (La Basse altitude)
- Sourati (Rose)
- Joojeh ordak-e man (Mon bébé canard)
- Zan-e Badali (Fausse femme)
- Faza Navardan (Les Astronautes)
- Ghelghelak

### Séries Télévisées
- Saat-e Khosh (Joyeuse heure)
- In chand nafar (Ces quelques personnes)
- Koocheh-ye aqaqia (Ruelle d'Acacia)
- Noghtechin (Points de suspension) -- Bamshad
- Bedoon-e sharh (Sans commentaire)
- Jayezeye Bozorg (Grand Prix)-- Kambiz
- Shabhaye Barareh (Nuits de Barareh) -- Keivoon
- Bagh-e Mozaffar (Jardin de Mozaffar) -- Gholmarad
- Torsh va Shirin (Aigre et Sucré)
- Char Khooneh (Carreau) -- Hamed